# IV symfonia Beethovena
IV symfonia B-dur op. 60 Ludwiga van Beethovena powstała w roku 1806 (relatywnie szybko w porównaniu z równocześnie z nią pisanymi symfoniami V i VI). Lato 1806 roku Beethoven spędził z dala od Wiednia, odwiedzając posiadłości znajomych arystokratów: najpierw udał się do księcia Brunsvika (Węgry), następnie zaś - do księcia Lichnowskiego (Śląsk). Karl Alois Lichnowsky przedstawił kompozytora hrabiemu Oppersdorffowi. Właściciel Głogówka [Oberglogau] na Śląsku, Franz Joachim Wenzel von Oppersdorff był nie tylko bogaty, ale także rozmiłowany w muzyce; do swojej służby przyjmował tylko służących, którzy opanowali grę na jakimś instrumencie, dzięki czemu dysponował prywatną, amatorską orkiestrą. Okazał się także wielkim wielbicielem talentu Beethovena. Beethoven zgodził się napisać dla niego dwie symfonie, z których jedna, w tonacji B-dur, była, jak powiedział, prawie gotowa (1806 był rokiem niezwykłej płodności twórczej kompozytora, który ukończył wtedy m.in. Appassionatę, kwartety Razumowskiego oraz IV Koncert fortepianowy G-dur i Koncert skrzypcowy D-dur); otrzymał za nią zaliczkę 500 florenów. Wszystkim jednak, co zdołał uzyskać Oppersdorff, było poświęcenie mu IV symfonii w dedykacji; prawa do niej (a zatem i zyski z wykonań) Beethoven sprzedał bowiem komu innemu, podobnie jak symfonię pierwotnie przeznaczoną Oppersdorffowi, słynną Piątą.

## Opis utworu
IV symfonię Robert Schumann określił poetycko mianem "smukłej Greczynki pomiędzy dwoma nordyckimi olbrzymami" (tj. symfoniami III i V). Istotnie, jej charakter jest daleko lżejszy, weselszy i bardziej beztroski niż jej numerycznych "sąsiadek". Beethoven doświadczał jednego ze szczęśliwszych okresów w swoim życiu; będąc właśnie w trakcie pracy nad Piątą, zapragnął zapewne oderwać się na chwilę od wzniosłych idei wpisanych w to dzieło i stworzyć symfonię czystej radości, pełną beztroski i humoru. Trzeba podkreślić, że brak wspomnianej "ideowości" oraz lekki charakter IV symfonii nie czyni jej gorszą pod względem muzycznym. Dzieło cechuje się, naturalnymi zresztą u Beethovena, doskonałą orkiestracją, niezwykle udanymi pomysłami muzycznymi, wspaniałą pracą przetworzeniową oraz idealnie proporcjonalną budową. Napisane jest w klasycznym, czteroczęściowym układzie, z powolną introdukcją do pierwszego Allegra.
Powolny wstęp do części pierwszej może być traktowany z pewnym przymrużeniem oka, jako swego rodzaju dowcip kompozytora; bodaj najradośniejsza spośród symfonii Beethovena zaczyna się bowiem niezwykle ponurym wstępem (Carl M. von Weber narzekał, że posuwa się on "z prędkością trzech-czterech nut na kwadrans"), okraszonym wieloma, nierzadko dość egzotycznymi zmianami harmonicznymi. Po tak mrocznym wstępie można by oczekiwać potężnego wybuchu dramatyzmu, gdy jednak smętna, powłóczysta melodia urywa się, Beethoven w jednej chwili diametralnie zmienia nastrój – i z werwą rozpoczyna się niezwykle radosne Allegro vivace. 
Część drugą, Adagio, przenika charakterystyczny "pukający" motyw, który - co również może mieć wydźwięk żartobliwy - towarzyszy miękkiej, łagodnej melodii tematu, nierzadko zagłuszając ją i wkraczając na pierwszy plan.
Część trzecia, choć teoretycznie Menuetto, nie ma niczego wspólnego z dworskim tańcem, zdominował ją za to wiejski, synkopowany rytm.
Finał, Allegro ma non troppo, cechuje niespotykanie wesoły nastrój – jest tu, być może, najwięcej beztroskiej radości spośród całego dorobku twórczego Beethovena. Ostatni z dowcipów kompozytor umieszcza na samym końcu symfonii; muzyka cichnie, zwalnia, niejako zanika – po to tylko, by ostatni raz zaskoczyć słuchacza, tym razem nagłym, szybkim i głośnym pasażem basów, po którym następuje króciutkie, końcowe tutti.

## Części utworu
1. Adagio – Allegro vivace
2. Adagio
3. Menuetto. Allegro vivace – Trio. Un poco meno Allegro.
4. Allegro ma non troppo